# Вещозеро
Вещозеро (также Вещ-озеро, Вещезеро) — озеро в Вологодской области России. Располагается на севере Кирилловского района, к востоку от озера Воже. Относится к бассейну Онеги.

## Общая характеристика
Площадь зеркала — 10,8 км². Площадь водосборного бассейн озера составляет 1160 км². Высота над уровнем моря — 121,3 м. Протяжённость озера 7,3 км, в центральной части ширина достигает 2,1 км.
Код объекта в государственном водном реестре — 08010200411110000003167.

## Описание
Имеет вытянутую форму, береговая линия умеренно изрезана, ориентировано в направлении север — юг. Берега низкие, местами заболоченные; сосновый лес подступает вплотную к озеру. На севере впадает река Совза, на юге вытекает Модлона. Также на севере протокой Вещозеро связано с озером Святым, меньшим по размеру, но более глубоким. На западном берегу три деревни: Лохта, Болозново и Невашово (все три нежилые). Два острова, в центральной и северной части. К востоку от озера лежит обширное Козловское болото.

## Археология
На берегу Вещозера археологическими экспедициями были открыты, расчищены и описаны три стоянки древнего человека. Были найдены изделия из кремня и керамики эпохи неолита — раннего железного века.